# Match (programa de televisión)
Match es un programa de televisión chileno del género dating show. Es producido por Televisión Nacional de Chile y Colomba Films, y tranmitido por TVN. Su presentador es Yann Yvin, un chef francés que se hizo conocido como jurado de MasterChef Chile, programa de Canal 13. En el espacio, los hijos de padres solteros, separados o viudos eligen a cinco candidatos para que sean las posibles parejas de sus progenitores. Luego, el protagonista del capítulo se quedará solamente con cuatro postulantes, quienes deben seguir los consejos de Yvin en las citas y en otras pruebas.
Se estrenó el miércoles 29 de marzo de 2017 en horario estelar, convirtiéndose en tendencia nacional en Twitter.

## Antecedentes
El programa se ideó a fines de 2015.

## Capítulos
- Capítulo 1, primera parte (miércoles 29 de marzo de 2017): Verónica busca una segunda oportunidad en el amor.[2]
- Capítulo 1, segunda parte (jueves 30 de marzo de 2017): Verónica encontró el amor en Match.[2]
- Capítulo 2, primera parte (miércoles 5 de abril de 2017): Valeska quiere un partner a su lado.[2]
- Capítulo 2, segunda parte (jueves 6 de abril de 2017): Valeska siguió su intuición.[2]
- Capítulo 3 (jueves 20 de abril de 2017): Raúl encontró a su princesa en Match.[2]
- Capítulo 4 (jueves 27 de abril de 2017): Tania encontró a su partner.[2]
- Capítulo 5 (jueves 4 de mayo de 2017): Adriana escuchó a su corazón.[2]
- Capítulo 6 (jueves 11 de mayo de 2017): Max busca una chica que lo contenga.[2]
- Capítulo 7 (jueves 18 de mayo de 2017): ¿Maritza encontró al indicado?[2]
- Capítulo 8 (jueves 25 de mayo de 2017): ¿Alejandra volverá a creer en el amor?[2]
- Capítulo 9 (jueves 1 de junio de 2017): Gaby quiere encontrar al indicado.[2]